# Champigny (Marne)
Champigny település Franciaországban, Marne megyében. Lakosainak száma 1616 fő (2022. január 1.). Champigny Merfy, Châlons-sur-Vesle, Thillois, Tinqueux és Saint-Brice-Courcelles községekkel határos.

## Népesség
A település népességének változása:
| Lakosok száma | 536  | 764  | 887  | 1195 | 1368 | 1379 | 1493 | 1573 | 1585 | 1616 |
|               | 1968 | 1982 | 1990 | 2006 | 2013 | 2015 | 2017 | 2019 | 2020 | 2022 |